# Ủy ban công nghệ viễn thông
Ủy ban công nghệ viễn thông (TTC, 情報通信技術委員会) được thành lập vào năm 1985. Đây là tổ chức tiêu chuẩn hóa được ủy quyền từ Bộ nội vụ và truyền thông của Nhật Bản để tiến hành nghiên cứu, phát triển và thúc đẩy các tiêu chuẩn cho viễn thông tại Nhật Bản.
TTC là một tổ chức đối tác thành lập sáng kiến Phối hợp các tiêu chuẩn toàn cầu.